# Gustav Mann
Gustav Mann (Hanóver, 20 de enero de 1836 - Múnich, 22 de junio de 1916) fue un botánico alemán que comandó expediciones al África Occidental. También fue curador del Real Jardín Botánico de Kew.

## Biografía
Gustav Mann se convirtió en jardinero del Real Jardín Botánico de Kew en 1859. Fue elegido por William Jackson Hooker, director del jardín botánico, para tomar parte en la expedición científica de William Balfour Baikie al África Occidental. 
Fue enviado desde Kew como botánico para reemplazar al enfermo Charles Barter en una expedición a lo largo del río Níger. Estuvo destinado en Bioko, entonces Fernando Póo, y desde allí envió regularmente a Inglaterra plantas vivas y secas, junto con informes sobre sus actividades, en los buques de guerra británicos que se desplegaron para combatir el tráfico de esclavos. Escaló el pico volcánico más alto del Fernando Póo.
También visitó el monte Camerún dos veces. Fue el primer europeo en escalar la cumbre de este volcán, lo que hizo en su tercera expedición junto a Richard Francis Burton.
Más tarde recolectó especímenes en Darjeeling, antes de retirarse a Múnich, en 1891.

## Algunas publicaciones
- Mann, G., H. Wendland, Hooker, Sir J. D. On the palms of western tropical Africa. R. Taylor, 1864, Londres

- Mann, G. List of Assam ferns. C. Wolf & Sohn, 1898?, Munich

- La abreviatura «G.Mann» se emplea para indicar a Gustav Mann como autoridad en la descripción y clasificación científica de los vegetales.[1]